# Список об'єктів Світової спадщини ЮНЕСКО в Кенії
У списку об'єктів Світової спадщини ЮНЕСКО в Кенії налічується 7 об'єктів (станом на 2018 рік).

## Список об'єктів
| № | Зображення | Назва | Місцеположення | Час створення | Час внесення до списку | №                                                   | Критерії   |
| - | ---------- | --- | -------------- | ------------- | ---------------------- | --------------------------------------------------- | ---------- |
| 1 |            | Національний парк і лісовий резерват на горі Кенія (англ. Mount Kenya National Park): а) Сибілой; б) Центральний острів; в) Південний острів | Кенія          | 1949          | 1997                   | 800 [Архівовано 24 грудня 2018 у Wayback Machine.]  | vii, ix    |
| 2 |            | Національні парки на озері Туркана (en:Lake Turkana National Parks)                                                                          | Кенія          | —             | 1997                   | 801 [Архівовано 24 грудня 2018 у Wayback Machine.]  | viii, x    |
| 3 |            | Старе місто Ламу (англ. Lamu) | Кенія          | —             | 2001                   | 1055 [Архівовано 25 грудня 2018 у Wayback Machine.] | ii, iv, vi |
| 4 |            | Священні ліси Кайя народу Міджікенда | Кенія          | —             | 2008                   | 1231 [Архівовано 24 грудня 2018 у Wayback Machine.] | iii, v, vi |
| 5 |            | Система озер у Великій рифтовій долині: а) Елментеїт; б) Накуру; в) Богорія                                                                  | Кенія          | —             | 2011                   | 1060 [Архівовано 24 грудня 2018 у Wayback Machine.] | vii, ix, x |
| 6 |            | Форт Ісус, Момбаса (англ. Fort Jesus, Mombasa)                                                                                               | Кенія          | 1593—1596     | 2011                   | 1295 [Архівовано 24 грудня 2018 у Wayback Machine.] | ii, v      |
| 7 |            | Археологічний об'єкт Тхімліч Охінга, Ньянза (англ. Thimlich Ohinga, Nyanza Province)                                                         | Кенія          | XVI століття  | 2018                   | 1450 [Архівовано 6 липня 2018 у Wayback Machine.]   | iii, iv, v |